# Mason Mount
Mason Tony Mount (Portsmouth, 10. siječnja 1999.) engleski je nogometaš koji može igrati na poziciji napadačkog ili centralnog veznog. Trenutačno igra za Manchester United. 

## Klupska karijera

### Omladinska karijera
Mount je počeo pohađati nogometnu akademiju Chelseaja sa 6 godina. Prvi profesionalni ugovor s klubom potpisao je 2017. u trajanju od 4 godine.

### Vitesse
Dana 24. srpnja 2017. poslan je na jednogodišnju posudbu u nizozemski Vitesse. Debitirao je 26. kolovoza ušavši u igru u 77. minuti utakmice protiv AZ Alkmaara koji je pobijedio 2:1. Svoj prvi gol za Vitesse postigao je 1. listopada u neriješenoj utakmici protiv Utrechta koja je završila 1:1. Imenovan je igračem godine Vitessea. Mount je ukupno nastupao 39 puta te je postigao 14 golova za Vitesse u svim natjecanjima prije povratka u Chelsea.

### Derby County
Mount je 17. srpnja 2018. posuđen Derby Countyju do kraja sezone. Dana 3. kolovoza u utakmici protiv Readinga debitirao je te postigao svoj prvi gol za Derby County koji je dobio susret 2:1.

### Chelsea

#### Sezona 2019./20.
Dana 15. srpnja 2019. potpisao je petogodišnji ugovor s Chelseajem. Debitirao je 11. kolovoza u utakmici Premier lige protiv Manchester Uniteda od kojeg je Chelsea izgubio 0:4. Prvi gol u dresu Chelseaja postigao je 18. kolovoza u utakmici protiv Leicester Cityja s kojim je Chelsea igrao 1:1.

#### Sezona 2020./21.
Svoj prvi gol u nekom europskom natjecanju zabio je Portu u utakmici četvrtfinala UEFA Lige prvake 2020./21. koja je završila 2:0. Time je postao najmlađi strijelac Chelseaja u nokaut fazi UEFA Lige prvaka. Dana 27. travnja Mount je ostvario svoj 100. nastup za Chelsea i to u utakmici polufinala UEFA Lige prvaka 2020./21. u kojoj je Chelsea igrao 1:1 s madridskim Realom. U uzvratnoj utakmici odigranoj 5. svibnja Mount je postigao gol za konačnih 2:0. Dana 18. svibnja imenovan je Chelseajevim igračem godine. Asistirao je Kaiju Havertzu za jedini gol u finalnoj utakmici UEFA Lige prvaka 2020./21.

#### Sezona 2021./22.
S Chelseajem je pobijedio Villarreal u utakmici UEFA Superkupa 2021. Dana 8. listopada 2021. objavljeno je da je Mount uz još četiri klupska suigrača jedan od 30 nominiranih igrača za Ballon d'Or 2021. Dana 23. listopada postigao je svoj prvi klupski hat-trick i to u utakmici Premier lige u kojoj je Norwich City poražen 7:0. Mount je u prosincu postao najmlađi igrač u povijesti Chelseaja koji je bio strijelac u četiri utakmice Premier lige zaredom. Bio je strijelac na utakmicama protiv Watforda, West Ham Uniteda, Leeds Uniteda i Evertona. U potonjoj utakmici odigranoj 16. prosinca koja je završila 1:1, Mount je postao najmlađi igrač u povijesti Chelseaja koji je postigao 20 golova u Premier ligi. Tada je imao 22 godina i 340 dana. Dana 11. svibnja Mount je postigao gol i asistenciju u ligaškoj utakmici protiv Leeds Uniteda koji je poražen 0:3. Time je postao peti i najmlađi igrač u povijesti kluba koji je postigao dvoznamenkasti broj golova i asistencija u jednoj sezoni. Dana 22. svibnja Mount je drugi put zaredom imenovan igračem godine Chelseaja te je postao 12. igrač u povijesti kluba koji je višestruki broj puta imenovan igračem godine Chelseaja.

### Manchester United
Dana 5. srpnja 2023. Mount je potpisao petogodišnji ugovor s Manchester Unitedom uz mogućnost produljenja na još jednu godinu.

## Reprezentativna karijera
Mount je nastupao za omladinske selekcije Engleske do 16, 17, 18, 19 i 21 godine. Bio je član engleske momčadi na Europskom prvenstvu do 17 godina održanog u Azerbajdžanu 2016.
Mount je nastupao na Europskom prvenstvu do 19 godina održanog u Gruziji 2017. Asistirao je Lukasu Nmechi za gol koji je donio Engleski pobjedu u finalu protiv Portugala. Imenovan je najboljim igračem natjecanja.
Bio je član momčadi Engleske do 21 godine na Europskom prvenstvu do 21 godine održanog u Italiji i San Marinu 2019. godine.
Za A selekciju debitirao je 7. rujna 2019. godine u kvalifikacijskoj utakmici za Europsko prvenstvo 2020. protiv Bugarske koja je poražena 4:0. U kvalifikacijama za isto natjecanje zabio je svoj prvi gol za A selekciju i to 17. studenog Kosovu koji je izgubio 4:0. Bio je član engleske momčadi na Europskom prvenstvu 2020. i Svjetskom prvenstvu  2022.

## Priznanja

### Individualna
- Igrač godine Chelseajeve akademije: 2016./17.[39]
- Član momčadi natjecanja Europskog prvenstva do 19 godina: 2017.[40]
- Zlatni igrač Europskog prvenstva do 19 godina: 2017.[33]
- Talent mjeseca Eredivisieja: siječanj 2018.[41]
- Igrač godine Vitessea: 2017./18.[9]
- Član momčadi godine Eredivisieja: 2017./18.[42]
- Igrač godine Chelseaja: 2020./21.,[20] 2021./22.[43]
- Član momčadi sezone UEFA Lige prvaka: 2020./21.[44]
- Igrač godine koji je završio Chelseajevu akademiju: 2020./21.[45]

### Klupska
Omladinske selekcije Chelseaja
- Premier liga do 18 godina: 2016./17.[46]
- FA Omladinski kup: 2015./16.,[47] 2016./17.[48]
- UEFA Liga mladih: 2015./16.[49]

Chelsea
- UEFA Liga prvaka: 2020./21.[50]
- UEFA Superkup: 2021.[51]
- FIFA Svjetsko klupsko prvenstvo: 2021.[52]
- FA kup (finalist): 2019./20.[53] 2020./21.,[54] 2021./22.[55]
- Engleski Liga kup (finalist): 2021./22.[56]

### Reprezentativna
Engleska do 19 godina
- Europsko prvenstvo do 19 godina: 2017.[32]

Engleska
- Europsko prvenstvo (finalist): 2020.[57]

## Vanjske poveznice
- Profil na web-stranici Chelseaja
- Profil na web-stranici Engleskog nogometnog saveza
- Mason Mount u UEFA-inim natjecanjima (arhivirane) (engl.)